# بيتر كلينش
بيتر كلينش هو سياسي كندي، ولد في 1753 في جزيرة أيرلندا في جمهورية أيرلندا، وتوفي في 31 يوليو 1816.